# Paulo-Afonso Waterkrachtcentrale

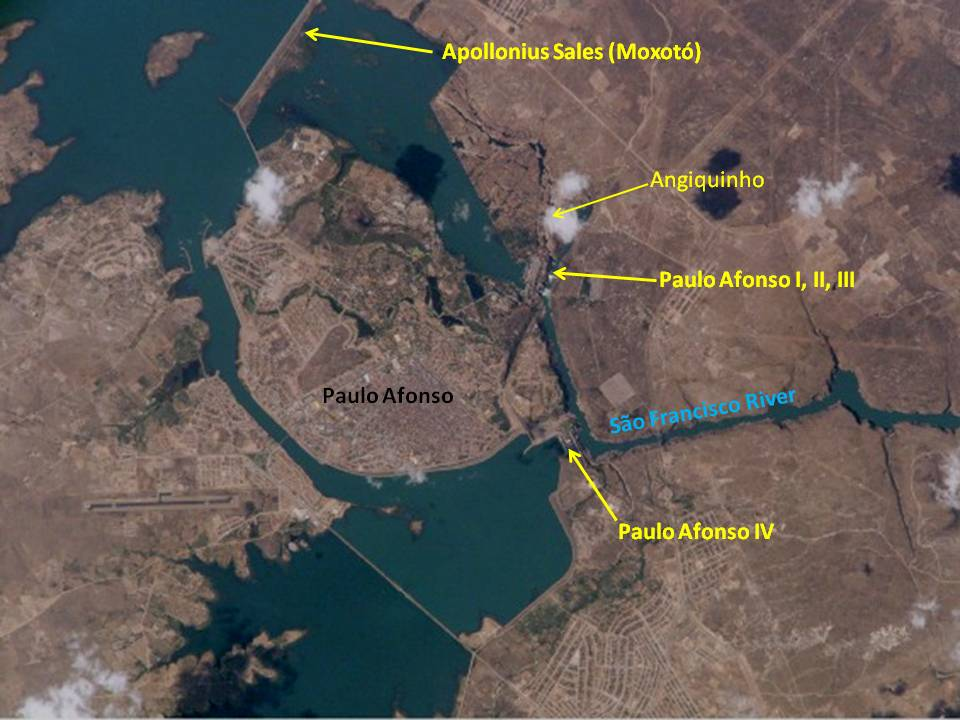
Overzicht van het complex

De Paulo-Afonso waterkrachtcentrale is in feite een complex van drie stuwdammen en vijf waterkrachtcentrales (Portugees:Complexo Hidrelétrico de Paulo Afonso) op de São Francisco-rivier bij de stad Paolo Afonso in de deelstaat Bahia in Brazilië.

## Het complex
Door onder andere gebruik te maken van het verval van 80 meter van de natuurlijke waterval konden tussen 1948 en 1979 meerdere werken worden gerealiseerd: de waterkrachtcentrales Paulo Afonso I, II, III, IV en de Apollonius Sales (op de Moxotó) hebben samen 23 turbines en generatoren met een totaal vermogen van 4279,6 MW.
Paulo Afonso I was de eerste grote waterkrachtcentrale in Brazilië.
Het complex voorziet het noordoosten van Brazilië van elektriciteit en is ook een belangrijke toeristische attractie.

## Geschiedenis
In 1913 werd begonnen met het benutten van de waterkracht met de kleine Angiquinho-centrale van 1,1 MW. In 1944 werd beslist tot de bouw van de PA I met twee generatoren. In 1948 werd met de bouw begonnen. Op 15 januari 1955 werd de PA I door de Braziliaanse president João Café Filho ingehuldigd. Nog datzelfde jaar werd de derde generator in gebruik genomen en met de bouw van PA II begonnen.
In 1961 was de PA II voltooid. De generatoren werden in de periode 1961 - 1967 gefaseerd in gebruik genomen. In 1967 werd met de bouw van PA III begonnen en daar werd de eerste generator opgestart op 21 oktober 1971, de andere in de periode 1972-1974. In 1971 begon de bouw van de Apollonius Sales-dam, die in 1977 af was en waarvan de vier generatoren nog datzelfde jaar op het net werden aangesloten.
In 1972 werd begonnen met de PA IV. Deze was klaar in 1979 en de generatoren werden tussen 1981 en 1983 in gebruik genomen.
In totaal ging door de bouw 1600 ha land verloren en dienden 52000 mensen te verhuizen.

## Constructies

### Apollonius Sales (Moxotó)

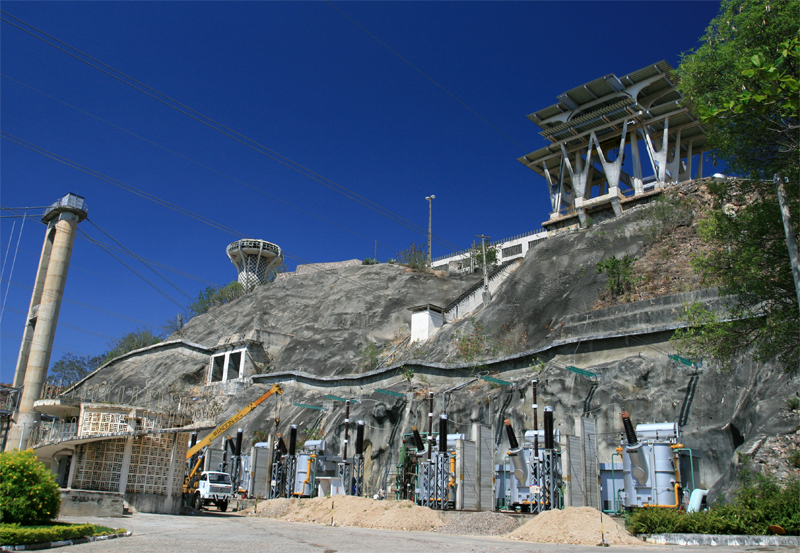
De transformatoren

De Apollonius-Sales-dam met bijhorende centrale heette aanvankelijk Moxotó (naar de zijrivier van de São Francisco), maar werd later hernoemd naar Apollonius Sales, de stichter van de CHESF (Companhia Hidro-Elétrica do São Francisco) die het complex exploiteert.
De dam is 30 m hoog en 2825 m lang en is uit aarde en rotsblokken opgebouwd. Het stuwmeer heeft een capaciteit van 1200 miljoen m³ en een oppervlakte van 100 km². De wateraanvoer komt uit een gebied van 630.000 km². Deze dam heeft als belangrijkste bestemming de wateraanvoer naar de 4 km verderop gelegen centrales te reguleren. De noodoverlaat bestaat uit 20 doorlaten met een gezamenlijke capaciteit van 28.000 m³/s. Ten oosten van de dam bevindt zich de centrale met 4 turbines en generatoren met een totale capaciteit van 400 MW.

### Paulo Afonso I, II en III

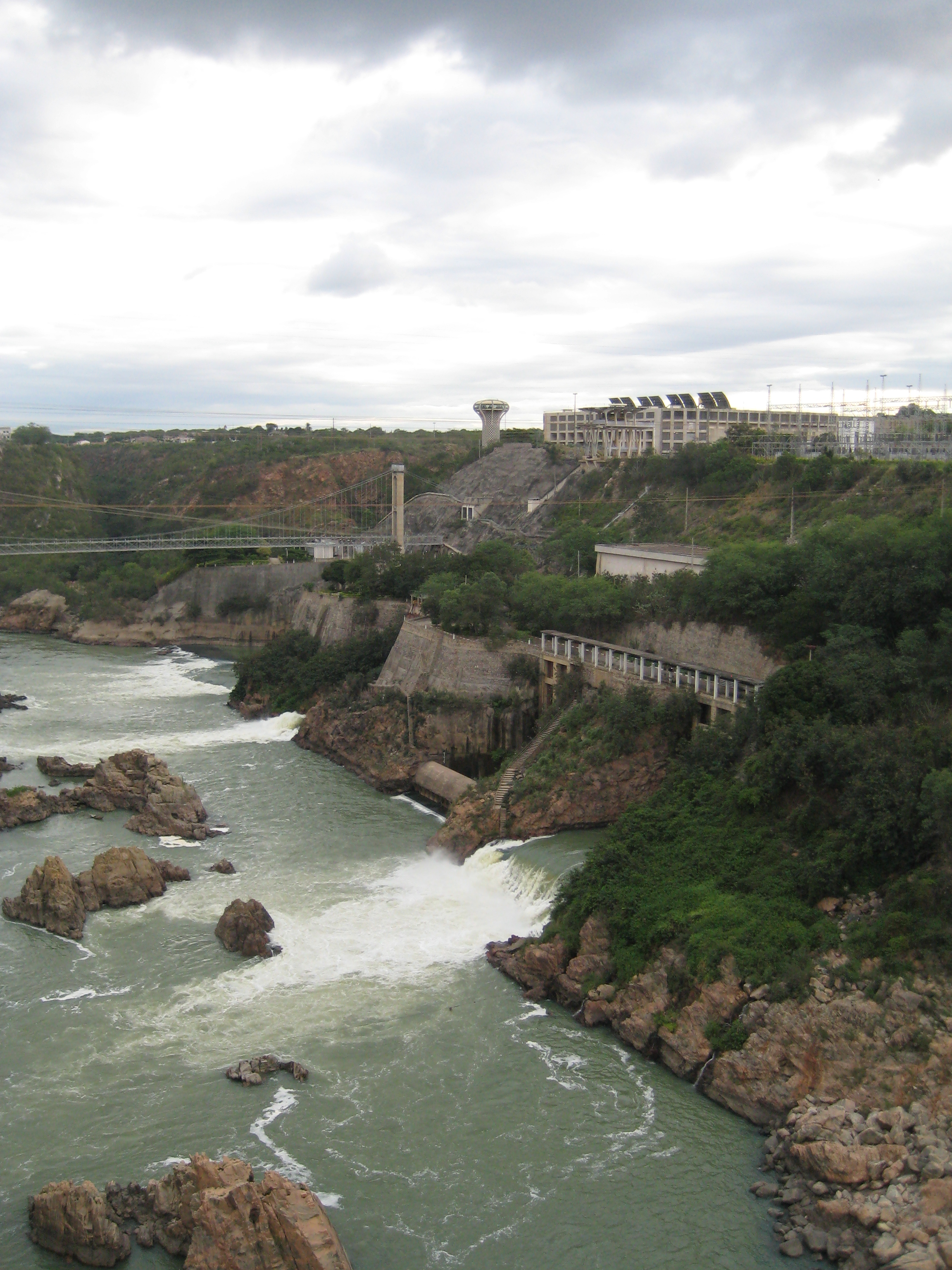
Paulo Afonso I, II en III

Onmiddellijk voor de waterval ligt de Delmiro-Gouveia-dam, die de centrales I, II en III van het nodige water voorziet. Deze dam is een betonnen muur van 20 m hoog en 4707 m lang. Het stuwmeer heeft een capaciteit van 26 miljoen m³ en een oppervlakte van 4,8 km². De dam heeft een net-regelbare overloop, een regelbare overlaat en 4 regelbare doorlaten net voor de waterval. Enkel als deze laatste geopend zijn is de waterval er nog.
De drie centrales liggen naast elkaar, 82 meter onder de grond.
- De turbinehal van PA I is de middelste en is 60 m lang, 31 m hoog en 15 m breed en bevat drie generatoren met Francis-turbines met een gezamenlijk vermogen van 180 MW. De Westinghouse-generatoren hebben verticale assen.
- De turbinehal van PA II is 104 m lang, 36 m hoog en 18 m breed en bevat zes generatoren met Francis-turbines met een gezamenlijk vermogen van 443 MW.
- De turbinehal van PA III is 127 m lang, 46 m hoog en 18 m breed en bevat vier generatoren met Francis-turbines met een gezamenlijk vermogen van 794,2 MW

### Paulo Afonso IV
Op 2 km ten zuidwesten van de waterval staat de Paulo Afonso-dam die 35 m hoog en 7430 m lang is. Deze bestaat hoofdzakelijk uit aarde en stenen, maar ook -over een lengte van 1053 m- uit beton, waar de watervang voor de turbines en de hoogwateroverstort zijn. De overstortcapaciteit is 10.000 m³/s. Het stuwmeer heeft een capaciteit van 127,5 miljoen m³ en een oppervlakte van 12,9 km². Het water wordt door een kanaal geleid dat begint aan de zuidzijde van het Appolonius Sales-reservoir en aan de zuidzijde rond de stad gaat.
De ondergrondse turbinehal is 210 m lang, 52 m hoog en 24 m breed en bevat zes generatoren met Francis-turbines met een gezamenlijk vermogen van 2462,4 MW